# 杜安·格拉韦林
杜安·埃德加·格拉韦林（Duane Edgar Graveline，1931年3月2日—2016年9月5日）曾是一位美国国家航空航天局的宇航员。